# Templetonia sulcata
Templetonia sulcata är en ärtväxtart som först beskrevs av Meissner, och fick sitt nu gällande namn av George Bentham. Templetonia sulcata ingår i släktet Templetonia och familjen ärtväxter. Inga underarter finns listade i Catalogue of Life.